# Александър Попов (историк)
Вижте пояснителната страница за други личности с името Александър Попов.
Александър Николаевич Попов (на руски: Александр Николаевич Попов) е руски историк.
Изследванията му са главно в областта на руската Отечествена война от 1812 г. През 1861 г., при проучване на руски архиви, той открива копие на „Именник на българските ханове“.
Член-кореспондент е на Императорската академия на науките в Санкт Петербург (днес: Руска академия на науките).